# Liste des chapelles du Calvados

La liste des chapelles du Calvados présente les chapelles de culte catholique situées sur le territoire des communes du départements français du Calvados.
Il est fait état des diverses protections dont elles peuvent bénéficier, et notamment les inscriptions et classements au titre des monuments historiques.
Toutes sont situées dans le diocèse de Bayeux-Lisieux.

## Liste
| Chapelle                                                                                              | Commune                    | Adresse | Coordonnées                        | Notice         | Protection | Date | Illustration                                                                                          |
| --- | -------------------------- | ------- | ---------------------------------- | -------------- | ---------- | ---- | --- |
| Chapelle Saint-Siméon de Saint-Siméon (Calvados)                                                      | Aure sur Mer               |         | 49° 21′ 09″ nord, 0° 49′ 30″ ouest |                |            |      | Chapelle Saint-Siméon de Saint-Siméon (Calvados)                                                      |
| Chapelle Saint-Jean-Baptiste de la Chapelle-Saint-Jean                                                | Auvillars                  |         | 49° 12′ 05″ nord, 0° 03′ 01″ est   |                |            |      | Chapelle Saint-Jean-Baptiste de la Chapelle-Saint-Jean                                                |
| Chapelle Saint-Richer de Saint-Richer                                                                 | Basseneville               |         | 49° 11′ 52″ nord, 0° 07′ 47″ ouest |                |            |      | Chapelle Saint-Richer de Saint-Richer                                                                 |
| Chapelle de la Miséricorde de Bayeux                                                                  | Bayeux                     |         | 49° 16′ 41″ nord, 0° 42′ 23″ ouest |                |            |      | Image manquante Téléverser                                                                            |
| Chapelle de la résidence Champs Fleury de Bayeux                                                      | Bayeux                     |         | 49° 16′ 28″ nord, 0° 41′ 44″ ouest |                |            |      | Image manquante Téléverser                                                                            |
| Chapelle des Augustines de Bayeux                                                                     | Bayeux                     |         | 49° 16′ 29″ nord, 0° 42′ 03″ ouest |                |            |      | Chapelle des Augustines de Bayeux                                                                     |
| Chapelle du couvent des Sœurs de la Charité de Bayeux                                                 | Bayeux                     |         | 49° 16′ 47″ nord, 0° 42′ 26″ ouest |                |            |      | Chapelle du couvent des Sœurs de la Charité de Bayeux                                                 |
| Chapelle du couvent des Ursulines de Bayeux                                                           | Bayeux                     |         | 49° 16′ 46″ nord, 0° 42′ 37″ ouest |                |            |      | Image manquante Téléverser                                                                            |
| Chapelle du séminaire de Bayeux                                                                       | Bayeux                     |         | 49° 16′ 29″ nord, 0° 42′ 01″ ouest |                |            |      | Chapelle du séminaire de Bayeux                                                                       |
| Chapelle palatiale de Bayeux                                                                          | Bayeux                     |         | 49° 16′ 33″ nord, 0° 42′ 09″ ouest |                |            |      | Chapelle palatiale de Bayeux                                                                          |
| Chapelle Saint-Martin des Vicaires                                                                    | Bayeux                     |         | 49° 16′ 32″ nord, 0° 42′ 13″ ouest |                |            |      | Chapelle Saint-Martin des Vicaires                                                                    |
| Chapelle Saint-Michel de Clermont-en-Auge                                                             | Beuvron-en-Auge            |         | 49° 12′ 18″ nord, 0° 01′ 52″ ouest |                |            |      | Chapelle Saint-Michel de Clermont-en-Auge                                                             |
| Chapelle Notre-Dame-de-l'Assomption de Blonville-sur-Mer                                              | Blonville-sur-Mer          |         | 49° 20′ 16″ nord, 0° 01′ 39″ est   |                |            |      | Chapelle Notre-Dame-de-l'Assomption de Blonville-sur-Mer                                              |
| Chapelle Notre-Dame-de-Compassion de Bonnœil                                                          | Bonnœil                    |         | 48° 55′ 47″ nord, 0° 22′ 08″ ouest | « IA00000888 » |            |      | Image manquante Téléverser                                                                            |
| Chapelle de Bons de Bons-Tassilly                                                                     | Bons-Tassilly              |         | 48° 57′ 31″ nord, 0° 14′ 17″ ouest |                |            |      | Chapelle de Bons de Bons-Tassilly                                                                     |
| Chapelle Notre-Dame-du-Thuit de la chapelle du Thuis                                                  | Boulon                     |         | 49° 02′ 05″ nord, 0° 22′ 58″ ouest |                |            |      | Image manquante Téléverser                                                                            |
| Chapelle Saint-Jean-de-Malpas de Boulon                                                               | Boulon                     |         | 49° 02′ 52″ nord, 0° 24′ 05″ ouest | « IA00000156 » |            |      | Image manquante Téléverser                                                                            |
| Chapelle Notre-Dame-de-Lourdes des Hamelets                                                           | Bucéels                    |         | 49° 11′ 35″ nord, 0° 38′ 10″ ouest |                |            |      | Chapelle Notre-Dame-de-Lourdes des Hamelets                                                           |
| Chapelle du château de Bénouville                                                                     | Bénouville                 |         | 49° 14′ 09″ nord, 0° 16′ 53″ ouest |                |            |      | Chapelle du château de Bénouville                                                                     |
| Chapelle du prieuré Notre-Dame-des-Moutiers de Cagny                                                  | Cagny                      |         | 49° 09′ 44″ nord, 0° 14′ 56″ ouest |                |            |      | Chapelle du prieuré Notre-Dame-des-Moutiers de Cagny                                                  |
| Chapelle Notre-Dame-des-Sept-Douleurs de Cagny                                                        | Cagny                      |         | 49° 08′ 52″ nord, 0° 15′ 00″ ouest |                |            |      | Image manquante Téléverser                                                                            |
| Chapelle Saint-Sulpice de Livry                                                                       | Caumont-sur-Aure           |         | 49° 06′ 39″ nord, 0° 45′ 31″ ouest |                |            |      | Chapelle Saint-Sulpice de Livry                                                                       |
| Chapelle de l'hospice Saint-Jacques de Bois-Halbout                                                   | Cesny-les-Sources          |         | 48° 59′ 14″ nord, 0° 22′ 45″ ouest |                |            |      | Chapelle de l'hospice Saint-Jacques de Bois-Halbout                                                   |
| Chapelle en mémoire des soldats morts pendant la première guerre mondiale de Saint-Germain-du-Crioult | Condé-en-Normandie         |         | 48° 51′ 08″ nord, 0° 36′ 33″ ouest |                |            |      | Chapelle en mémoire des soldats morts pendant la première guerre mondiale de Saint-Germain-du-Crioult |
| Chapelle Saint-Jacques de Condé-sur-Noireau                                                           | Condé-en-Normandie         |         | 48° 51′ 30″ nord, 0° 32′ 13″ ouest |                |            |      | Chapelle Saint-Jacques de Condé-sur-Noireau                                                           |
| Chapelle Notre-Dame-de-Grâce de l'Aumondière                                                          | Condé-en-Normandie         |         | 48° 50′ 46″ nord, 0° 34′ 57″ ouest |                |            |      | Image manquante Téléverser                                                                            |
| Chapelle du petit séminaire de Villiers-le-Sec                                                        | Creully sur Seulles        |         | 49° 17′ 33″ nord, 0° 33′ 35″ ouest |                |            |      | Image manquante Téléverser                                                                            |
| Chapelle du prieuré de Saint-Gabriel                                                                  | Creully sur Seulles        |         | 49° 16′ 46″ nord, 0° 33′ 52″ ouest |                |            |      | Chapelle du prieuré de Saint-Gabriel                                                                  |
| Chapelle aux Lierres                                                                                  | Cricquebœuf                |         | 49° 24′ 07″ nord, 0° 08′ 44″ est   | « PA00111264 » |            |      | Chapelle aux Lierres                                                                                  |
| Chapelle Notre-Dame de Crouay                                                                         | Crouay                     |         | 49° 15′ 56″ nord, 0° 48′ 51″ ouest |                |            |      | Chapelle Notre-Dame de Crouay                                                                         |
| Chapelle des Franciscaines de Deauville                                                               | Deauville                  |         | 49° 21′ 16″ nord, 0° 03′ 59″ est   |                |            |      | Chapelle des Franciscaines de Deauville                                                               |
| Chapelle Notre-Dame-de-Pitié de Deauville                                                             | Deauville                  |         | 49° 21′ 18″ nord, 0° 04′ 06″ est   |                |            |      | Chapelle Notre-Dame-de-Pitié de Deauville                                                             |
| Chapelle de la Sainte-Famille de Douvres-la-Délivrande                                                | Douvres-la-Délivrande      |         | 49° 17′ 48″ nord, 0° 22′ 31″ ouest |                |            |      | Image manquante Téléverser                                                                            |
| Chapelle de la communauté des Missionnaires de la Délivrande                                          | Douvres-la-Délivrande      |         | 49° 17′ 55″ nord, 0° 22′ 17″ ouest |                |            |      | Image manquante Téléverser                                                                            |
| Chapelle Notre-Dame-de-Fidélité de Douvres-la-Délivrande                                              | Douvres-la-Délivrande      |         | 49° 17′ 46″ nord, 0° 22′ 10″ ouest |                |            |      | Chapelle Notre-Dame-de-Fidélité de Douvres-la-Délivrande                                              |
| Chapelle Saint-Martin de Tailleville                                                                  | Douvres-la-Délivrande      |         | 49° 18′ 24″ nord, 0° 24′ 30″ ouest |                |            |      | Chapelle Saint-Martin de Tailleville                                                                  |
| Chapelle du château de Beaumont-le-Richard                                                            | Englesqueville-la-Percée   |         | 49° 22′ 13″ nord, 0° 58′ 02″ ouest |                |            |      | Chapelle du château de Beaumont-le-Richard                                                            |
| Chapelle Notre-Dame-de-Bonne-Nouvelle d'Esson                                                         | Esson                      |         | 48° 57′ 54″ nord, 0° 27′ 13″ ouest |                |            |      | Image manquante Téléverser                                                                            |
| Chapelle de l'Hôtel-Dieu de Falaise                                                                   | Falaise                    |         | 48° 53′ 42″ nord, 0° 12′ 00″ ouest |                |            |      | Chapelle de l'Hôtel-Dieu de Falaise                                                                   |
| Chapelle Notre-Dame-des-Malades de Vaston                                                             | Falaise                    |         | 48° 54′ 38″ nord, 0° 11′ 59″ ouest |                |            |      | Image manquante Téléverser                                                                            |
| Chapelle du prieuré de Saint-Christophe                                                               | Firfol                     |         | 49° 08′ 59″ nord, 0° 19′ 23″ est   |                |            |      | Image manquante Téléverser                                                                            |
| Chapelle Saint-Clair de Moulineaux                                                                    | Fontaine-Henry             |         | 49° 17′ 02″ nord, 0° 27′ 14″ ouest |                |            |      | Chapelle Saint-Clair de Moulineaux                                                                    |
| Chapelle Saint-Jeoire du château de Fontaine-Henry                                                    | Fontaine-Henry             |         | 49° 16′ 26″ nord, 0° 27′ 01″ ouest |                |            |      | Chapelle Saint-Jeoire du château de Fontaine-Henry                                                    |
| Chapelle Saint-Louis de Formigny                                                                      | Formigny La Bataille       |         | 49° 20′ 03″ nord, 0° 54′ 29″ ouest |                |            |      | Chapelle Saint-Louis de Formigny                                                                      |
| Chapelle Notre-Dame du Poirier                                                                        | Frénouville                |         | 49° 08′ 20″ nord, 0° 15′ 44″ ouest |                |            |      | Image manquante Téléverser                                                                            |
| Chapelle Saint-Hippolyte de Canteloup                                                                 | Fumichon                   |         | 49° 09′ 25″ nord, 0° 22′ 22″ est   |                |            |      | Chapelle Saint-Hippolyte de Canteloup                                                                 |
| Chapelle de la Maison de Retraite de Grentheville                                                     | Grentheville               |         | 49° 08′ 59″ nord, 0° 17′ 14″ ouest |                |            |      | Image manquante Téléverser                                                                            |
| Chapelle Notre-Dame-de-l'Annonciation du monastère de l'Annonciade de Grentheville                    | Grentheville               |         | 49° 08′ 55″ nord, 0° 17′ 20″ ouest |                |            |      | Chapelle Notre-Dame-de-l'Annonciation du monastère de l'Annonciade de Grentheville                    |
| Chapelle Sainte-Anne de Grimbosq                                                                      | Grimbosq                   |         | 49° 03′ 52″ nord, 0° 26′ 49″ ouest | « IA00000170 » |            |      | Chapelle Sainte-Anne de Grimbosq                                                                      |
| Chapelle du manoir de l'Hermerel                                                                      | Géfosse-Fontenay           |         | 49° 22′ 05″ nord, 1° 04′ 36″ ouest |                |            |      | Image manquante Téléverser                                                                            |
| Chapelle Notre-Dame-de-la-Paix de la Brèche                                                           | Hermanville-sur-Mer        |         | 49° 17′ 48″ nord, 0° 18′ 11″ ouest | « EA14000006 » |            |      | Chapelle Notre-Dame-de-la-Paix de la Brèche                                                           |
| Chapelle Saint-Firmin de l'hôpital Saint-Joseph de Honfleur                                           | Honfleur                   |         | 49° 25′ 28″ nord, 0° 13′ 41″ est   |                |            |      | Chapelle Saint-Firmin de l'hôpital Saint-Joseph de Honfleur                                           |
| Chapelle du couvent des sœurs Augustines de Honfleur                                                  | Honfleur                   |         | 49° 25′ 20″ nord, 0° 13′ 49″ est   |                |            |      | Image manquante Téléverser                                                                            |
| Chapelle Saint-François-d'Assise du Canteloup                                                         | Honfleur                   |         | 49° 24′ 34″ nord, 0° 14′ 45″ est   |                |            |      | Image manquante Téléverser                                                                            |
| Chapelle Saint-Vincent d'Hérouville-Saint-Clair                                                       | Hérouville-Saint-Clair     |         | 49° 12′ 49″ nord, 0° 20′ 31″ ouest | « PA14000045 » |            |      | Chapelle Saint-Vincent d'Hérouville-Saint-Clair                                                       |
| Chapelle Notre-Dame-de-la-Plaine d'Ifs-Plaine                                                         | Ifs                        |         | 49° 09′ 25″ nord, 0° 21′ 05″ ouest |                |            |      | Image manquante Téléverser                                                                            |
| Chapelle Saint-Roch de Neuilly-la-Forêt                                                               | Isigny-sur-Mer             |         | 49° 17′ 31″ nord, 1° 06′ 41″ ouest |                |            |      | Chapelle Saint-Roch de Neuilly-la-Forêt                                                               |
| Chapelle Saint-Roch du château de Jucoville                                                           | La Cambe                   |         | 49° 21′ 13″ nord, 1° 01′ 12″ ouest |                |            |      | Image manquante Téléverser                                                                            |
| Chapelle du château de Friardel                                                                       | La Vespière-Friardel       |         | 49° 00′ 16″ nord, 0° 24′ 13″ est   |                |            |      | Chapelle du château de Friardel                                                                       |
| Chapelle Notre-Dame de la Vespière                                                                    | La Vespière-Friardel       |         | 49° 01′ 09″ nord, 0° 24′ 48″ est   |                |            |      | Chapelle Notre-Dame de la Vespière                                                                    |
| Chapelle Saint-Ortaire de Landelles-et-Coupigny                                                       | Landelles-et-Coupigny      |         | 48° 53′ 14″ nord, 0° 59′ 50″ ouest |                |            |      | Chapelle Saint-Ortaire de Landelles-et-Coupigny                                                       |
| Chapelle Notre-Dame de la Consolation de Landelles-et-Coupigny                                        | Landelles-et-Coupigny      |         | 48° 53′ 14″ nord, 0° 59′ 50″ ouest |                |            |      | Chapelle Notre-Dame de la Consolation de Landelles-et-Coupigny                                        |
| Chapelle oratoire de Camilly                                                                          | Le Fresne-Camilly          |         | 49° 15′ 02″ nord, 0° 29′ 08″ ouest |                |            |      | Image manquante Téléverser                                                                            |
| Chapelle Notre-Dame du Tronquay                                                                       | Le Tronquay                |         | 49° 13′ 49″ nord, 0° 49′ 42″ ouest |                |            |      | Chapelle Notre-Dame du Tronquay                                                                       |
| Chapelle Saint-Meuf d'Authieux-sur-Calonne                                                            | Les Authieux-sur-Calonne   |         | 49° 17′ 52″ nord, 0° 16′ 55″ est   | « PA00111025 » |            |      | Chapelle Saint-Meuf d'Authieux-sur-Calonne                                                            |
| Chapelle Saint-Célerin d'Origny                                                                       | Les Monts d'Aunay          |         | 48° 58′ 17″ nord, 0° 38′ 27″ ouest |                |            |      | Chapelle Saint-Célerin d'Origny                                                                       |
| Chapelle du Carmel de Lisieux                                                                         | Lisieux                    |         | 49° 08′ 30″ nord, 0° 13′ 41″ est   |                |            |      | Chapelle du Carmel de Lisieux                                                                         |
| Chapelle de la Fondation d'Auteuil de la Colline                                                      | Lisieux                    |         | 49° 08′ 47″ nord, 0° 13′ 04″ est   |                |            |      | Image manquante Téléverser                                                                            |
| Chapelle de l'Institution Frémont de Lisieux                                                          | Lisieux                    |         | 49° 08′ 50″ nord, 0° 13′ 27″ est   |                |            |      | Image manquante Téléverser                                                                            |
| Chapelle Notre-Dame-de-Lourdes de Lisieux                                                             | Lisieux                    |         | 49° 08′ 47″ nord, 0° 14′ 16″ est   |                |            |      | Image manquante Téléverser                                                                            |
| Chapelle funéraire de la famille Laniel                                                               | Lisores                    |         | 48° 57′ 39″ nord, 0° 12′ 18″ est   |                |            |      | Image manquante Téléverser                                                                            |
| Chapelle Sainte-Thérèse de la ferme de Fernand Léger                                                  | Lisores                    |         | 48° 57′ 46″ nord, 0° 11′ 34″ est   |                |            |      | Image manquante Téléverser                                                                            |
| Chapelle Saint-Aubin d'Auquainville                                                                   | Livarot-Pays-d'Auge        |         | 49° 02′ 53″ nord, 0° 14′ 31″ est   | « PA14000075 » |            |      | Chapelle Saint-Aubin d'Auquainville                                                                   |
| Chapelle Notre-Dame du prieuré du Val-Boutry                                                          | Livarot-Pays-d'Auge        |         | 48° 59′ 44″ nord, 0° 07′ 03″ est   |                |            |      | Chapelle Notre-Dame du prieuré du Val-Boutry                                                          |
| Chapelle Notre-Dame-de-la-Salette du Petit Houx                                                       | Livarot-Pays-d'Auge        |         | 48° 59′ 50″ nord, 0° 15′ 59″ est   |                |            |      | Chapelle Notre-Dame-de-la-Salette du Petit Houx                                                       |
| Chapelle du domaine Saint-Bazile                                                                      | Livarot-Pays-d'Auge        |         | 48° 57′ 02″ nord, 0° 06′ 07″ est   |                |            |      | Image manquante Téléverser                                                                            |
| Chapelle Notre-Dame-de-l'Espérance de Luc-sur-Mer                                                     | Luc-sur-Mer                |         | 49° 18′ 23″ nord, 0° 21′ 24″ ouest |                |            |      | Chapelle Notre-Dame-de-l'Espérance de Luc-sur-Mer                                                     |
| Chapelle Saint-Hermès du château de Brucourt                                                          | Maizet                     |         | 49° 04′ 29″ nord, 0° 27′ 33″ ouest |                |            |      | Image manquante Téléverser                                                                            |
| Chapelle Saint-Clair de Banneville-sur-Ajon                                                           | Malherbe-sur-Ajon          |         | 49° 04′ 19″ nord, 0° 33′ 45″ ouest | « PA00111031 » |            |      | Chapelle Saint-Clair de Banneville-sur-Ajon                                                           |
| Chapelle Notre-Dame-des-Dunes de Merville-Franceville-Plage                                           | Merville-Franceville-Plage |         | 49° 16′ 53″ nord, 0° 12′ 23″ ouest |                |            |      | Image manquante Téléverser                                                                            |
| Chapelle Notre-Dame du manoir de Colleville                                                           | Mondrainville              |         | 49° 08′ 50″ nord, 0° 30′ 31″ ouest |                |            |      | Chapelle Notre-Dame du manoir de Colleville                                                           |
| Chapelle de la Vierge du Grand-Mesnil                                                                 | Montillières-sur-Orne      |         | 49° 03′ 20″ nord, 0° 28′ 28″ ouest |                |            |      | Chapelle de la Vierge du Grand-Mesnil                                                                 |
| Chapelle du château de Crèvecœur-en-Auge                                                              | Mézidon Vallée d'Auge      |         | 49° 07′ 21″ nord, 0° 00′ 44″ est   |                |            |      | Chapelle du château de Crèvecœur-en-Auge                                                              |
| Chapelle Saint-Maclou de Saint-Maclou (Calvados)                                                      | Mézidon Vallée d'Auge      |         | 49° 04′ 06″ nord, 0° 00′ 16″ est   |                |            |      | Chapelle Saint-Maclou de Saint-Maclou (Calvados)                                                      |
| Chapelle du carmel de l'Ermitage                                                                      | Noues de Sienne            |         | 48° 48′ 31″ nord, 1° 03′ 19″ ouest |                |            |      | Chapelle du carmel de l'Ermitage                                                                      |
| Chapelle du couvent des Capucins d'Orbec                                                              | Orbec                      |         | 49° 01′ 27″ nord, 0° 24′ 22″ est   |                |            |      | Chapelle du couvent des Capucins d'Orbec                                                              |
| Chapelle Saint-Rémy d'Orbec                                                                           | Orbec                      |         | 49° 01′ 16″ nord, 0° 24′ 28″ est   |                |            |      | Chapelle Saint-Rémy d'Orbec                                                                           |
| Chapelle du château d'Assy                                                                            | Ouilly-le-Tesson           |         | 48° 59′ 36″ nord, 0° 12′ 08″ ouest |                |            |      | Image manquante Téléverser                                                                            |
| Chapelle Sainte-Thérèse-de-l'Enfant-Jésus de Riva Bella                                               | Ouistreham                 |         | 49° 17′ 16″ nord, 0° 15′ 44″ ouest |                |            |      | Chapelle Sainte-Thérèse-de-l'Enfant-Jésus de Riva Bella                                               |
| Chapelle Saint-Roch du Bourg-de-Saint-Marc                                                            | Pont-d'Ouilly              |         | 48° 52′ 39″ nord, 0° 26′ 27″ ouest |                |            |      | Chapelle Saint-Roch du Bourg-de-Saint-Marc                                                            |
| Chapelle de l'hôpital de Pont-l'Évêque                                                                | Pont-l'Évêque              |         | 49° 17′ 04″ nord, 0° 10′ 56″ est   |                |            |      | Chapelle de l'hôpital de Pont-l'Évêque                                                                |
| Chapelle du château de Betteville                                                                     | Pont-l'Évêque              |         | 49° 16′ 07″ nord, 0° 11′ 44″ est   |                |            |      | Image manquante Téléverser                                                                            |
| Chapelle du château d'Amblie                                                                          | Ponts sur Seulles          |         | 49° 17′ 29″ nord, 0° 29′ 31″ ouest |                |            |      | Chapelle du château d'Amblie                                                                          |
| Chapelle Sainte-Christine de Reviers                                                                  | Reviers                    |         | 49° 18′ 03″ nord, 0° 27′ 59″ ouest | « PA00111634 » |            |      | Chapelle Sainte-Christine de Reviers                                                                  |
| Chapelle des Sœurs oblates de Sainte-Thérèse de Rocques                                               | Rocques                    |         | 49° 09′ 39″ nord, 0° 14′ 12″ est   |                |            |      | Image manquante Téléverser                                                                            |
| Chapelle Notre-Dame de l'Ortial                                                                       | Rots                       |         | 49° 12′ 55″ nord, 0° 28′ 25″ ouest | « PA00111640 » |            |      | Chapelle Notre-Dame de l'Ortial                                                                       |
| Chapelle des Tourailles                                                                               | Rubercy                    |         | 49° 16′ 54″ nord, 0° 54′ 10″ ouest |                |            |      | Image manquante Téléverser                                                                            |
| Chapelle Saint-Gilles de Livet                                                                        | Rumesnil                   |         | 49° 10′ 48″ nord, 0° 01′ 27″ est   |                |            |      | Chapelle Saint-Gilles de Livet                                                                        |
| Chapelle Saint-Orthaire d'Étavaux                                                                     | Saint-André-sur-Orne       |         | 49° 08′ 07″ nord, 0° 23′ 58″ ouest | « PA00111657 » |            |      | Chapelle Saint-Orthaire d'Étavaux                                                                     |
| Chapelle de l'abbé Adrien Noury                                                                       | Saint-Denis-de-Mailloc     |         | 49° 05′ 23″ nord, 0° 18′ 37″ est   |                |            |      | Chapelle de l'abbé Adrien Noury                                                                       |
| Chapelle Notre-Dame-des-Vallées de Pont-Érembourg                                                     | Saint-Denis-de-Méré        |         | 48° 51′ 04″ nord, 0° 30′ 57″ ouest | « IA00000664 » |            |      | Chapelle Notre-Dame-des-Vallées de Pont-Érembourg                                                     |
| Chapelle Sainte-Barbe de Saint-Jean-de-Livet                                                          | Saint-Jean-de-Livet        |         | 49° 06′ 02″ nord, 0° 15′ 08″ est   |                |            |      | Image manquante Téléverser                                                                            |
| Chapelle Saint-Vigor de Saint-Vigor-de-Mieux                                                          | Saint-Martin-de-Mieux      |         | 48° 52′ 49″ nord, 0° 15′ 30″ ouest | « IA00000775 » |            |      | Chapelle Saint-Vigor de Saint-Vigor-de-Mieux                                                          |
| Chapelle Saint-Clair de Saint-Clair (Calvados)                                                        | Saint-Omer                 |         | 48° 55′ 17″ nord, 0° 24′ 38″ ouest |                |            |      | Chapelle Saint-Clair de Saint-Clair (Calvados)                                                        |
| Chapelle Saint-Sulpice de Carel                                                                       | Saint-Pierre-en-Auge       |         | 49° 00′ 30″ nord, 0° 02′ 41″ ouest |                |            |      | Chapelle Saint-Sulpice de Carel                                                                       |
| Chapelle Notre-Dame de Saint-Rémy                                                                     | Saint-Rémy                 |         | 48° 56′ 18″ nord, 0° 30′ 19″ ouest |                |            |      | Image manquante Téléverser                                                                            |
| Chapelle de Saint-Vaast-sur-Seulles                                                                   | Saint-Vaast-sur-Seulles    |         | 49° 08′ 33″ nord, 0° 37′ 55″ ouest |                |            |      | Chapelle de Saint-Vaast-sur-Seulles                                                                   |
| Chapelle de la Charité du prieuré Saint-Vigor                                                         | Saint-Vigor-le-Grand       |         | 49° 16′ 48″ nord, 0° 41′ 21″ ouest |                |            |      | Chapelle de la Charité du prieuré Saint-Vigor                                                         |
| Chapelle Notre-Dame-de-Lourdes de la Jalousie                                                         | Sainte-Honorine-du-Fay     |         | 49° 04′ 08″ nord, 0° 30′ 20″ ouest |                |            |      | Chapelle Notre-Dame-de-Lourdes de la Jalousie                                                         |
| Chapelle Notre-Dame-de-la-Route de Sainte-Marguerite-d'Elle                                           | Sainte-Marguerite-d'Elle   |         | 49° 12′ 27″ nord, 1° 01′ 20″ ouest |                |            |      | Chapelle Notre-Dame-de-la-Route de Sainte-Marguerite-d'Elle                                           |
| Chapelle Saint-Hubert de la Trouerie                                                                  | Sainte-Marguerite-d'Elle   |         | 49° 11′ 34″ nord, 0° 58′ 28″ ouest |                |            |      | Image manquante Téléverser                                                                            |
| Chapelle de la grotte de Bion                                                                         | Sainte-Marie-Outre-l'Eau   |         | 48° 55′ 47″ nord, 1° 01′ 09″ ouest |                |            |      | Chapelle de la grotte de Bion                                                                         |
| Chapelle de l'Immaculée-Conception de Sommervieu                                                      | Sommervieu                 |         | 49° 17′ 22″ nord, 0° 39′ 08″ ouest |                |            |      | Chapelle de l'Immaculée-Conception de Sommervieu                                                      |
| Chapelle de Trompe-Souris                                                                             | Souleuvre en Bocage        |         | 48° 58′ 16″ nord, 0° 45′ 52″ ouest |                |            |      | Chapelle de Trompe-Souris                                                                             |
| Chapelle Notre-Dame du Bocage du Reculey                                                              | Souleuvre en Bocage        |         | 48° 54′ 05″ nord, 0° 50′ 15″ ouest |                |            |      | Chapelle Notre-Dame du Bocage du Reculey                                                              |
| Chapelle Notre-Dame-de-la-Ferrière de La Ferrière-Harang                                              | Souleuvre en Bocage        |         | 48° 58′ 31″ nord, 0° 53′ 25″ ouest |                |            |      | Image manquante Téléverser                                                                            |
| Chapelle Saint-Quentin de Feuillet                                                                    | Souleuvre en Bocage        |         | 48° 57′ 24″ nord, 0° 48′ 44″ ouest |                |            |      | Chapelle Saint-Quentin de Feuillet                                                                    |
| Chapelle Notre-Dame-de-Pitié de Marsangle                                                             | Terres de Druance          |         | 48° 55′ 05″ nord, 0° 38′ 20″ ouest |                |            |      | Chapelle Notre-Dame-de-Pitié de Marsangle                                                             |
| Chapelle de la Vallée                                                                                 | Thury-Harcourt-le-Hom      |         | 48° 59′ 11″ nord, 0° 33′ 42″ ouest |                |            |      | Image manquante Téléverser                                                                            |
| Chapelle de l'Asile de Marie de Thury-Harcourt                                                        | Thury-Harcourt-le-Hom      |         | 48° 58′ 47″ nord, 0° 28′ 34″ ouest |                |            |      | Image manquante Téléverser                                                                            |
| Chapelle du château d'Harcourt                                                                        | Thury-Harcourt-le-Hom      |         | 48° 59′ 16″ nord, 0° 28′ 51″ ouest |                |            |      | Image manquante Téléverser                                                                            |
| Chapelle Notre-Dame de la Métairie                                                                    | Thury-Harcourt-le-Hom      |         | 49° 00′ 18″ nord, 0° 29′ 23″ ouest |                |            |      | Image manquante Téléverser                                                                            |
| Chapelle Saint-Joseph de Saint-Martin-de-Sallen                                                       | Thury-Harcourt-le-Hom      |         | 48° 58′ 04″ nord, 0° 30′ 45″ ouest |                |            |      | Chapelle Saint-Joseph de Saint-Martin-de-Sallen                                                       |
| Chapelle Notre-Dame-du-Val                                                                            | Tilly-sur-Seulles          |         | 49° 10′ 29″ nord, 0° 37′ 36″ ouest | « PA00111748 » |            |      | Chapelle Notre-Dame-du-Val                                                                            |
| Chapelle Notre-Dame-du-Rosaire de Tilly-sur-Seulles                                                   | Tilly-sur-Seulles          |         | 49° 10′ 31″ nord, 0° 36′ 46″ ouest |                |            |      | Image manquante Téléverser                                                                            |
| Chapelle Saint-Jean de l'hôpital de Trouville-sur-Mer                                                 | Trouville-sur-Mer          |         | 49° 21′ 40″ nord, 0° 05′ 21″ est   |                |            |      | Image manquante Téléverser                                                                            |
| Chapelle Notre-Dame-de-Pitié de Trouville-sur-Mer                                                     | Trouville-sur-Mer          |         | 49° 22′ 09″ nord, 0° 04′ 54″ est   |                |            |      | Image manquante Téléverser                                                                            |
| Chapelle Saint-Vigor du manoir d'Urville                                                              | Urville                    |         | 49° 01′ 38″ nord, 0° 18′ 21″ ouest |                |            |      | Image manquante Téléverser                                                                            |
| Chapelle Sainte-Barbe de Ragny                                                                        | Val d'Arry                 |         | 49° 05′ 45″ nord, 0° 34′ 25″ ouest |                |            |      | Image manquante Téléverser                                                                            |
| Chapelle funéraire des Longaulnay                                                                     | Val de Drôme               |         | 49° 02′ 36″ nord, 0° 52′ 02″ ouest | « PA14000089 » |            |      | Chapelle funéraire des Longaulnay                                                                     |
| Chapelle Notre-Dame-et-Saint-René du château de Coupigny                                              | Valambray                  |         | 49° 05′ 08″ nord, 0° 09′ 54″ ouest |                |            |      | Chapelle Notre-Dame-et-Saint-René du château de Coupigny                                              |
| Chapelle Notre-Dame-de-Consolation de Rully                                                           | Valdallière                |         | 48° 49′ 39″ nord, 0° 42′ 50″ ouest |                |            |      | Chapelle Notre-Dame-de-Consolation de Rully                                                           |
| Chapelle Notre-Dame-de-la-Délivrande de Saint-Julien-de-Mailloc                                       | Valorbiquet                |         | 49° 04′ 40″ nord, 0° 19′ 18″ est   |                |            |      | Chapelle Notre-Dame-de-la-Délivrande de Saint-Julien-de-Mailloc                                       |
| Chapelle Saint-Joseph du Hôme                                                                         | Varaville                  |         | 49° 17′ 05″ nord, 0° 09′ 21″ ouest |                |            |      | Chapelle Saint-Joseph du Hôme                                                                         |
| Chapelle Saint-Denis de Victot                                                                        | Victot-Pontfol             |         | 49° 09′ 58″ nord, 0° 01′ 01″ ouest |                |            |      | Chapelle Saint-Denis de Victot                                                                        |
| Chapelle Saint-Martin de Pontfol                                                                      | Victot-Pontfol             |         | 49° 09′ 55″ nord, 0° 00′ 14″ est   |                |            |      | Chapelle Saint-Martin de Pontfol                                                                      |
| Chapelle Saint-Jean-Baptiste du Clos                                                                  | Vieux                      |         | 49° 06′ 35″ nord, 0° 25′ 24″ ouest | « PA00132686 » |            |      | Chapelle Saint-Jean-Baptiste du Clos                                                                  |
| Chapelle Saint-Nicolas de Saint-Nicolas (Calvados)                                                    | Vignats                    |         | 48° 51′ 16″ nord, 0° 04′ 53″ ouest |                |            |      | Chapelle Saint-Nicolas de Saint-Nicolas (Calvados)                                                    |
| Chapelle de Torp                                                                                      | Villers-Canivet            |         | 48° 56′ 52″ nord, 0° 14′ 43″ ouest | « PA14000029 » |            |      | Chapelle de Torp                                                                                      |
| Chapelle du couvent de Blon                                                                           | Vire Normandie             |         | 48° 50′ 09″ nord, 0° 52′ 36″ ouest |                |            |      | Image manquante Téléverser                                                                            |
| Chapelle de la congrégation des Sœurs de la Miséricorde de Vire                                       | Vire Normandie             |         | 48° 50′ 20″ nord, 0° 53′ 39″ ouest |                |            |      | Image manquante Téléverser                                                                            |
| Chapelle de l'Hôtel-Dieu de Vire                                                                      | Vire Normandie             |         | 48° 50′ 09″ nord, 0° 53′ 19″ ouest |                |            |      | Image manquante Téléverser                                                                            |
| Chapelle des Sœurs de la Miséricorde de Vire                                                          | Vire Normandie             |         | 48° 50′ 17″ nord, 0° 53′ 49″ ouest |                |            |      | Image manquante Téléverser                                                                            |
| Chapelle Saint-Louis de l'hospice Saint-Louis de Vire Normandie                                       | Vire Normandie             |         | 48° 50′ 12″ nord, 0° 53′ 07″ ouest |                |            |      | Chapelle Saint-Louis de l'hospice Saint-Louis de Vire Normandie                                       |
| Chapelle Saint-Roch des Monts                                                                         | Vire Normandie             |         | 48° 50′ 00″ nord, 0° 52′ 45″ ouest |                |            |      | Image manquante Téléverser                                                                            |
| Chapelle Notre-Dame-de-Grâce d'Équemauville                                                           | Équemauville               |         | 49° 25′ 22″ nord, 0° 13′ 18″ est   | « PA00111299 » |            |      | Chapelle Notre-Dame-de-Grâce d'Équemauville                                                           |